# Premagovce
Premagovce je naselje u Općini Krško u istočnoj Sloveniji. Premagovce se nalazi u pokrajini Dolenjskoj i statističkoj regiji Donjoposavskoj. 

## Stanovništvo
Prema popisu stanovništva iz 2002. godine Premagovce je imalo 24 stanovnika.

## Vanjske poveznice
- Satelitska snimka naselja  Arhivirana inačica izvorne stranice od 29. srpnja 2017. (Wayback Machine)